# 特翁火山
特翁火山（英語：Mount Teon）是一座位於印度尼西亞班達海的狹長型火山島。該火山已確認的噴發紀錄最早可追溯到17世紀，最後一次噴發日期在1904年6月3日。